# Roveziege

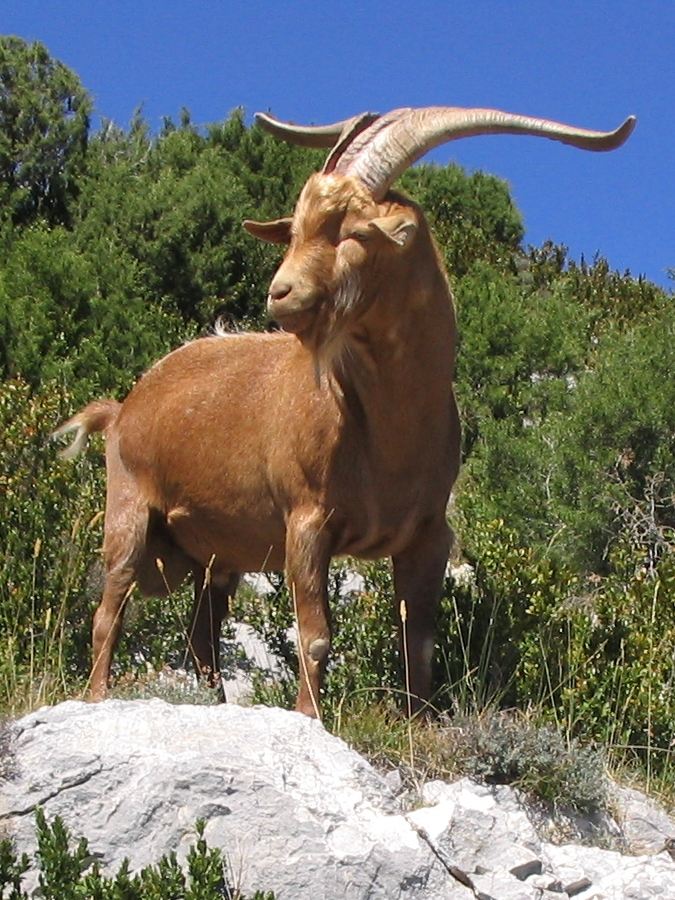
Blonder Rove-Bock im ursprünglichen Habitat in der Provence

Die Roveziege ist eine französische Rasse der Hausziege, die durch natürliche Selektion den Umweltbedingungen und dem mediterranen Klima der Provence in besonderem Maße angepasst ist.

## Herkunft und Verbreitung

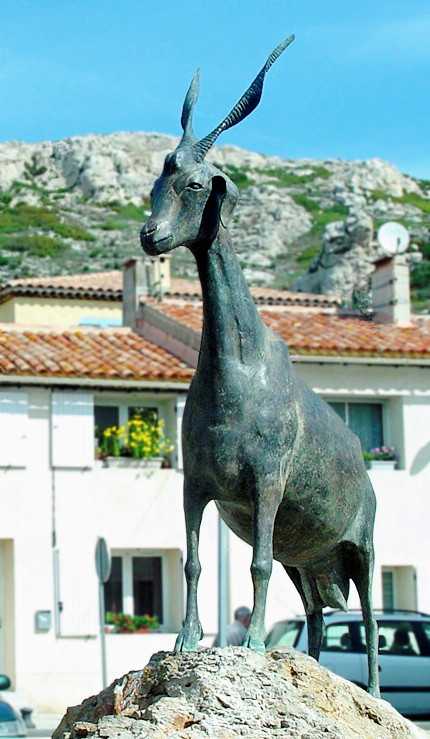
Statue einer Ziege vor der Dorfhalle Rove (Bouches-du-Rhône, Frankreich)

Die Roveziege ist seit dem 19. Jahrhundert in Südfrankreich nachgewiesen. Ihr Verbreitungsschwerpunkt liegt um das Bergdorf Le Rove in der Nähe von Marseille. Von dort aus hat sich die Rasse in dem Alpengebiet der Provence und auch im Tiefland mehr und mehr verbreitet.
Zur Herkunft der Ziege ist nichts Genaues bekannt. Zwei Theorien sollen ihre Abstammung und Anwesenheit in der Basse-Provence erklären. Demnach stammen die Ahnen der Ziege aus Mesopotamien, Anatolien und Griechenland und sollen durch die Phönizier importiert worden sein. In einer Theorie heißt es, dass eines ihrer Schiffe nahe der Küste sank und ein großer Teil der geladenen Ziegen sich schwimmend an das Ufer rettete. Nach einer zweiten These wurden sie im Hafen von Marseille durch Tauschhandel von den Phöniziern erworben.
Die Ziegen wurden durch die Hirten in ihre Schafherden integriert und entwickelten sich durch natürliche Selektion in den Hügeln von Rove, nach dem sie benannt wurden, zu einer optimal an die Strauchheide der Provence angepassten Landrasse.
In der Provence-Alpes-Côte d’Azur konzentrieren sich heute mehr als 60 Prozent der Ziegenpopulation und etwa die Hälfte der Züchter dieser Rasse. 90 Prozent der Ziegenfarmen liegen im Südosten Frankreichs.
Außerhalb Frankreichs ist die Rasse nicht weit verbreitet. In Deutschland wurden im Jahr 2011 nur acht Tiere in den Herdbüchern der Landesverbände geführt.

## Merkmale

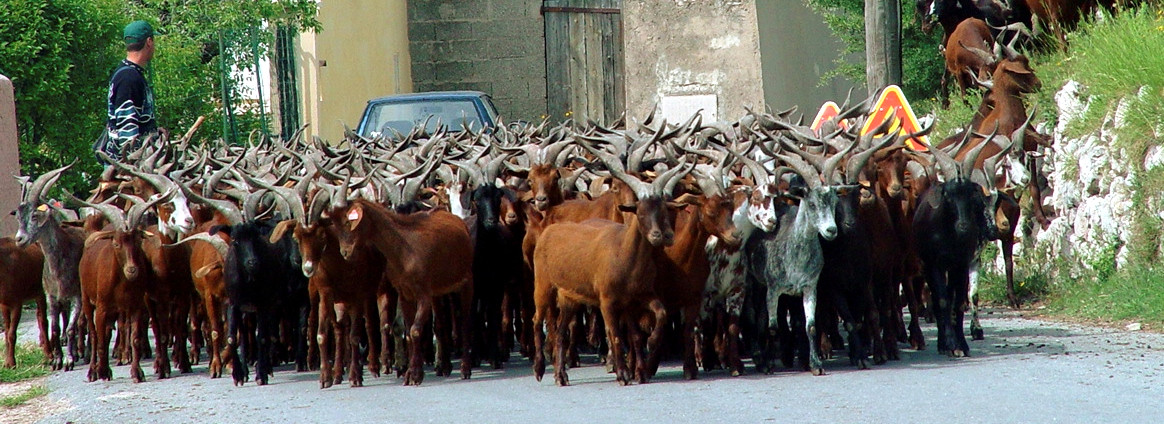
Herde in Rove mit Ziegen in allen typischen Farben

Ein typisch dreieckiger Kopf mit ausgeprägten Wangenknochen prägen die Roveziege ebenso wie das imposante Gehörn. Die Hörner steigen am Kopf hoch auf und sind spiralförmig angelegt. Eine Spannweite von 120 cm sprechen die Franzosen dem Gehörn eines Bockes zu. Andere sogar 150 cm. Ein einzelnes Horn kann bis zu 90 cm lang werden; das der Ziegen nur 30 cm. Typisch sind auch die nach vorn gelegten langen, breiten Ohren.
Der Körperbau ist kräftig und gut bemuskelt. Eine tiefe Brust und breite Flanken gehören zum massiven Rumpf. Die Hüften sind nicht abfallend. Die Widerristhöhe beim Bock liegt zwischen 75 und 90 cm, bei der Ziege zwischen 70 und 80 cm. Das Gewicht der Böcke kann zwischen 80 und 90 kg schwanken, bei der Ziege zwischen 50 und 60 kg. Die Farbgebung des Felles ist überwiegend rotbraun, es können aber auch, schwarze, gescheckte, graue und blonde Tiere vorkommen, niemals jedoch gemsfarbige oder weiße.
Die Milchleistung der Roveziege liegt je nach Haltung zwischen 250 kg und 500 kg. Die Milch selbst weist einen hohen Fett- und Eiweißgehalt auf und ist für die Käseherstellung besonders geeignet. Die Fleischausbeute der Ziege beträgt 50 Prozent.

## Nutzung und Gefährdung

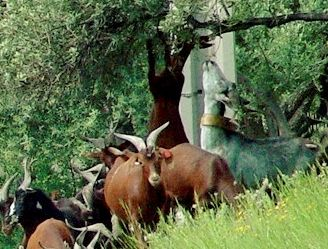
Grauer Rove-Bock mit Glocke (rechts)

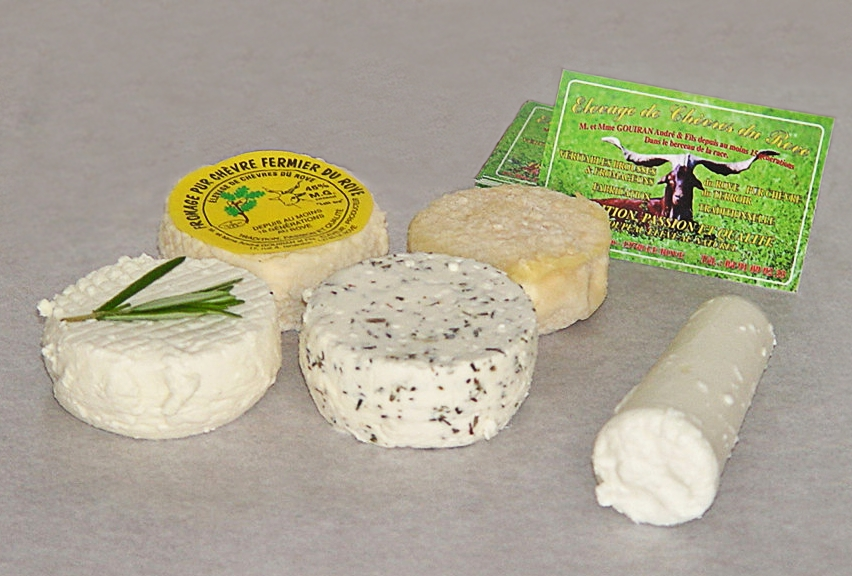
Verschiedene Rove-Ziegen-Käse aus Le Rove

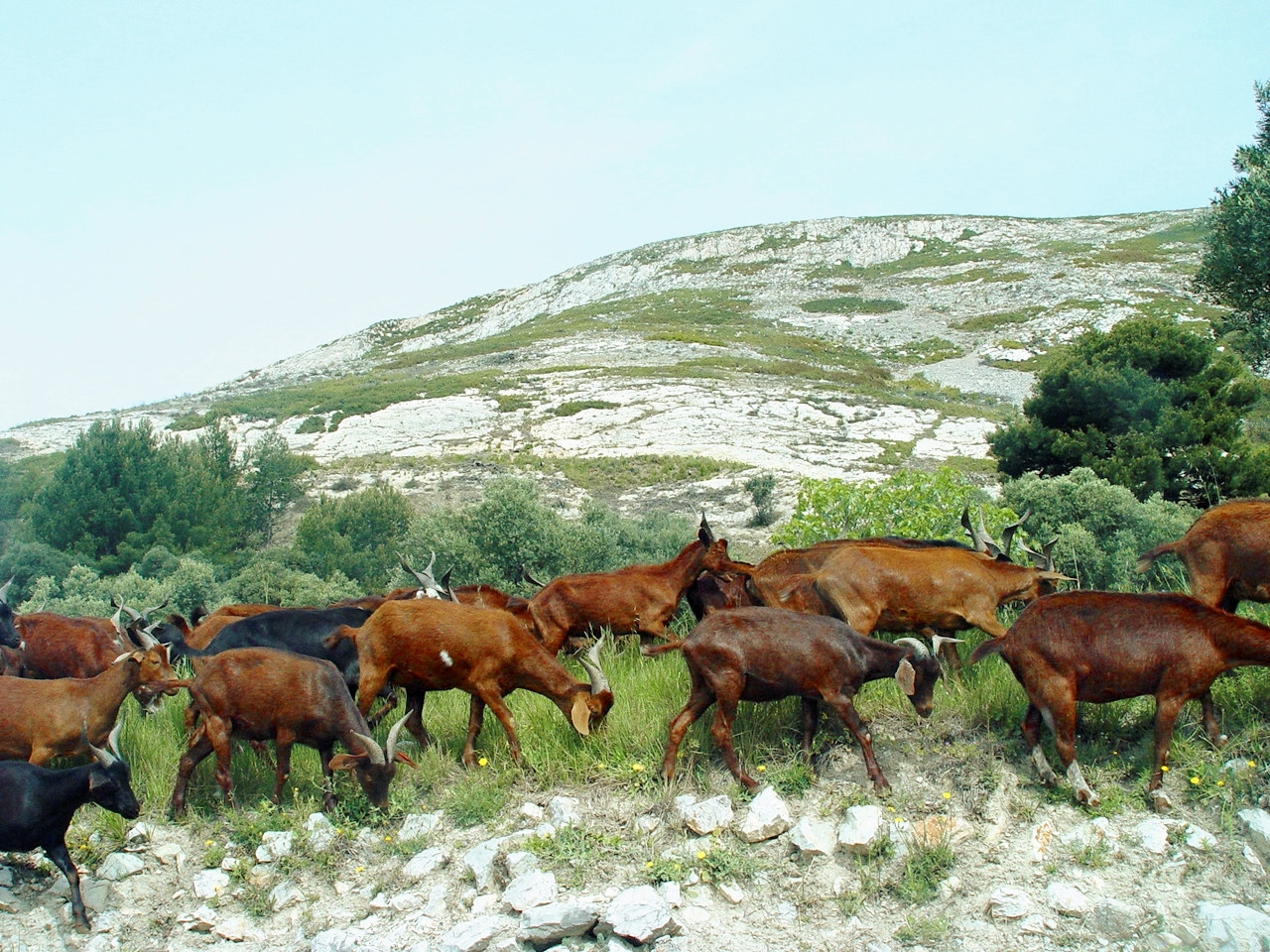
Roveziegenherde im Gestrüpp oberhalb des Dorfes Rove

Die Roveziege ist eine robuste und sehr anspruchslose Ziege, die sich für die Extensivhaltung eignet. Sie zählt zu den Zweinutzungsrassen und dient als Fleisch- und Milchlieferant.
Vom Mittelalter bis in die 1950er Jahre nutzten die Hirten kastrierte Ziegenböcke, die ménons, als Führer für ihre Merinoschafherden während der Transhumanz, beim jährlichen Zug auf die Sommeralm. Als trittsichere Herdentiere gingen sie der Schafherde voraus. Sie trugen starke Glocken, die beim Almauf- und -abtrieb als akustische Wegweiser dienten. Der Roveziege wird ein ausgesprochenes Orientierungsvermögen zugesprochen. Sie kann sich bereits an einmal gegangene Wege erinnern. Selbst bei extremer Sonne oder durch Unwetter führt sie ihre Herde sicher.
Die Hirten führten in den Herden auch immer einige Ziegen mit. Sie fraßen diejenigen Pflanzen, die die Schafe stehen ließen. Sie wurden als Ammen bei der Aufzucht für verwaiste oder Zwillingslämmer der Schafe genutzt und dienten der Verbesserung der Verpflegung der Schäfer. Aus der Ziegenmilch stellten sie Käse, wie den Brousse du Rove, kurz Le Brousse, her, der heute als regionale Spezialität vermarktet wird. Die Milch der Roveziege wird auch zur Herstellung der mit dem AOC-Siegel geschützten Käse Pélardon, Picodon und Banon verwendet. Auch das Zickleinfleisch gilt als Delikatesse.
1960 gab es noch 18.000 Roveziegen im Land. Mit dem Rückgang der Schaf- und Ziegenhaltung und dem Wandel in eine der Alpenregion in eine Wohnregion ging der Ziegenbestand innerhalb zweier Jahrzehnte rapide auf nur noch 500 Individuen zurück. 1979 wurde mit Hilfe des regionalen Naturparks der Camargue die Association de défense de la chèvre du Rove (deutsch Vereinigung zur Erhaltung der Roveziege) gegründet. Ihre Arbeit führte dazu, dass diese einzigartige Ziegenrasse in den Regionen Bouches-du-Rhône und Var erhalten werden konnte. Im Jahre 2004 erreichte man einen Viehbestand von rund 5000 Ziegen. 142 Ziegenzüchter hatten sich auf die Roveziege spezialisiert. 53 Prozent dieser Zuchten produzierten Käse. Bis 2007 wuchs die Population auf 5500 Individuen an.
Die Ziege ist heute auch in der Landschaftspflege unverzichtbar und wird unter anderem gezielt zum Schutz vor Wald- und Flächenbränden eingesetzt. Durch den Verbiss von Junggehölzen hält sie die Weiden offen, die schwer zugänglichen Berghänge sauber und macht sie so für Sommerbrände weniger anfällig.